# Euodice
Euodice – rodzaj ptaków z rodziny astryldowatych (Estrildidae).

## Występowanie
Rodzaj obejmuje gatunki występujące w Afryce i południowej Azji.

## Morfologia
Długość ciała 11 cm, masa ciała 10–14 g.

## Systematyka

### Etymologia
Nazwa rodzajowa jest połączeniem słów z języka greckiego: ευ eu – „ładny, doskonałość” oraz ωδικος ōdikos – „musical, śpiew” (ωδη ōdē – „piosenka”).

### Gatunek typowy
Loxia cantans J.F. Gmelin

### Podział systematyczny
Takson wyodrębniony ostatnio z Lonchura. Do rodzaju należą następujące gatunki:
- Euodice cantans (J.F. Gmelin, 1789) – srebrnodziobek afrykański
- Euodice malabarica (Linnaeus, 1758) – srebrnodziobek indyjski

## Znaczenie dla człowieka
Srebrnodziobki są ptakami hodowlanymi, wyhodowano również ich mutacje barwne. Przedstawiciele obydwu gatunków mogą się krzyżować, dając płodne mieszańce. Rozmnażają się łatwo i są tanie w utrzymaniu, jednak popularnością wśród hodowców ustępują np. zeberkom (Taeniopygia guttata).